# 栗谷川虹
栗谷川 虹（くりやがわ こう、1937年（昭和12年）7月17日 - 2021年（令和3年）10月28日）は、日本の文芸評論家。本名は宇江 誠（うえ まこと）。

## 略歴
- 長野県上田市生まれ。(本籍地は小諸市)
- 上田高校卒。早稲田大学文学部中退。
- 1991年(平成3年)   「木山捷平さんと備中」で、第1回岡山・吉備の国文学賞短編部門「優秀賞」。
- 1998年(平成10年)    「備中の二人」で、第4回岡山・吉備の国文学賞長編小説部門「優秀賞」。
- 2004年(平成16年)     「茅原の瓜　小説 関藤藤陰伝・青年時代」で、第7回岡山・吉備の国「内田百閒文学賞」長編小説部門「最優秀賞」。
- 2019年(令和元年)      第20回・ワコー文化賞受賞。
- 2021年(令和3年)     笠岡市文化の日記念表彰。(没後授与)

主として評伝、史伝を執筆。

## 著書
- 『気圏オペラ　宮沢賢治「春と修羅」の成立』双人社 1976
- 『宮沢賢治　見者(ヴオワイヤン)の文学』洋々社 1983
- 『木山捷平の生涯』筑摩書房　1995
- 『宮沢賢治　異界を見た人』角川文庫 1997
- 『露けき夕顔の花　ー詩と俳句・木下夕爾の生涯ー』みさご発行所 2000
- 『白墓の声　横井小楠暗殺事件の深層』新人物往来社　2004
- 『茅原の瓜　小説関藤藤陰伝・青年時代』作品社 2004
- 『四方の波　小説関藤藤陰伝・壮年時代』作品社 2008
- 『水上の杯　小説関藤藤陰伝・老年時代』作品社 2012
- 『随筆集　大根の葉 』みさご発行所 2013
- 『宮沢賢治の謎をめぐって  「わがうち秘めし異事の数、異空間の断片」』作品社 2014
- 『山田方谷　至誠惻怛の人』明徳出版社　2021